# Токунага, Юхэй
Юхэй Токунага (яп. 徳永 悠平 Токунага Ю:хэй, род. 25 сентября 1983, Куними, Нагасаки) — японский футболист.
С 2009 по 2013 год сыграл за национальную сборную Японии девять матчей.

## Достижения
- Обладатель кубка Императора: 2011
- Обладатель кубка Джей-лиги (2): 2004, 2009

## Статистика за сборную
| Сборная Японии | Сборная Японии | Сборная Японии |
| Год            | Матчи          | Голы           |
| -------------- | -------------- | -------------- |
| 2009           | 5              | 0              |
| 2010           | 2              | 0              |
| 2011           | 0              | 0              |
| 2012           | 0              | 0              |
| 2013           | 2              | 0              |
| Итого          | 9              | 0              |